# Wadi Halfa

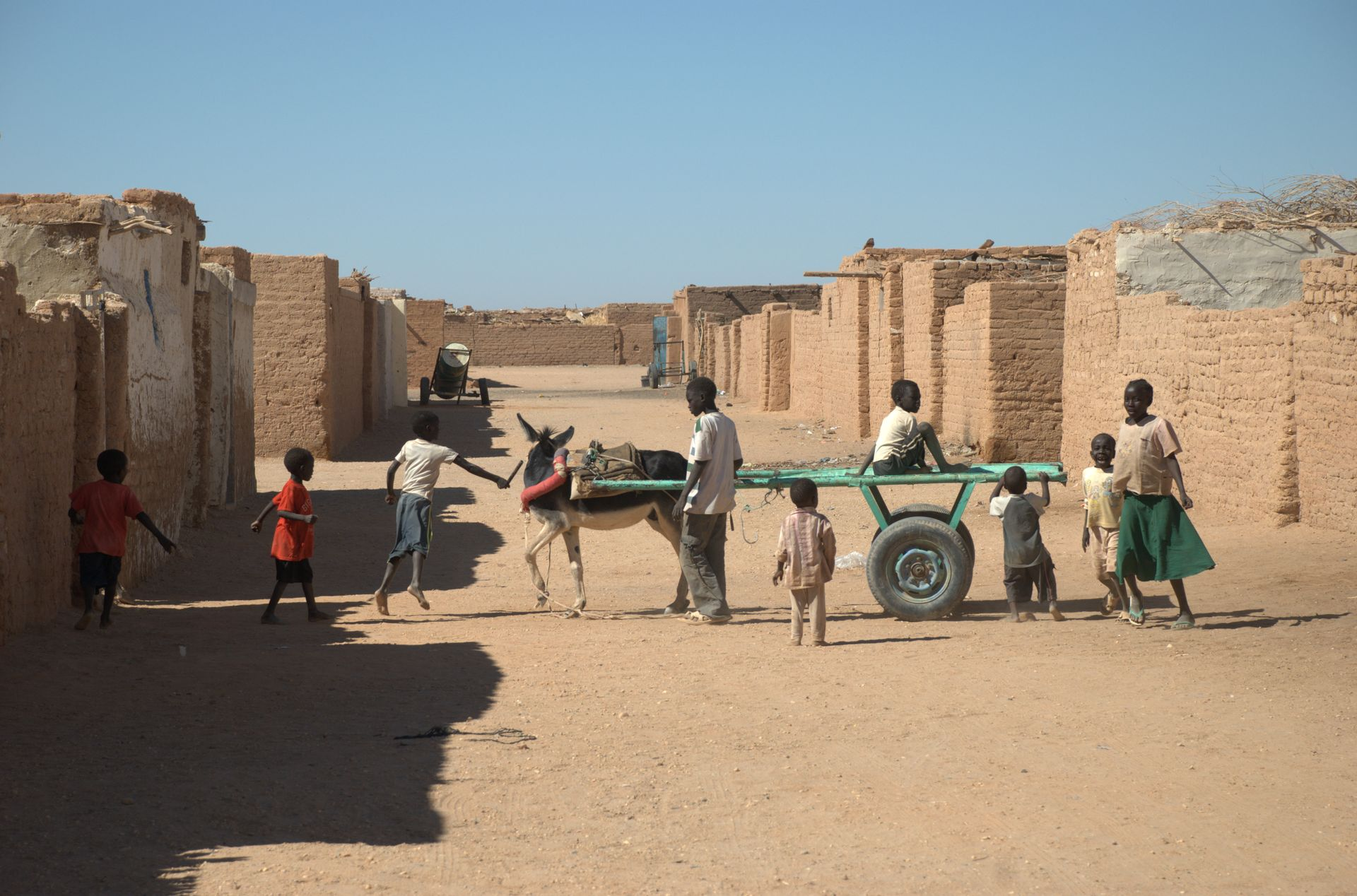

Wadi Halfa este un oraș în Sudan.